# Vlaamse verkiezingen 2009/Kandidatenlijsten/LDD
Dit zijn de kandidatenlijsten van Lijst Dedecker voor de Vlaamse verkiezingen van 2009. De verkozenen staan vetgedrukt.

## Antwerpen

### Effectieven
1. Jurgen Verstrepen
2. Moniek Denhaen
3. Martine De Graef
4. Mathias Danneels
5. Guy Paulis
6. Karel Deruwe
7. Barbara De Backer
8. Patrick Ghys
9. Frank Van Gansen
10. Annie De Schutter
11. Carine Aerts
12. Mouchi Mhaouchi
13. Kris Vandyck
14. Lieve Van Gompel
15. Mike Grielens
16. Yona Van Puyvelde
17. Demi Braet
18. Sus Verbruggen
19. Miche Verheyen
20. Mireille Vanheerentals
21. Sylviane Dolders
22. Judy Thues
23. Johan Verwerft
24. Edith Van Aken
25. Jan Verelst
26. Jacqueline Maes
27. Luc Swinnen
28. Ann Vuylsteke
29. Jo Goovaerts
30. Marcel Verbert
31. Jenny Louncke
32. Heidi Cornelis
33. Patrick Tersago

### Opvolgers
1. Mimount Bousakla
2. Frans Peeters
3. Astrid Verbert
4. Andreas Petzel
5. Tania Van Rompaey
6. Luc Dermul
7. Kathleen Laverge
8. Paul Boschmans
9. Noppen Van
10. Cis Dox
11. Marianne Verhoeven
12. Thierry Vinck
13. Mady Janssens
14. Jos Hoogstoel
15. Lieve Van Ermen
16. Rob Van De Velde

## Brussels Hoofdstedelijk Gewest

### Effectieven
1. Jan Vandenbussche
2. Monique Moens
3. Herman Muylaert
4. Maria Ajerrad
5. Isabelle Van Laethem
6. Piet Deslé

### Opvolgers
1. Piet Deslé
2. Isabelle Van Laethem
3. Christophe Van Vaerenbergh
4. Lieve Claeys
5. Christiana Haepers
6. Fred Dericks

## Limburg

### Effectieven
1. Lode Vereeck
2. Noëlla Appermans
3. Georges Michiels
4. Els Jacobs
5. Rudy Heyligen
6. Tamara Dewilde
7. Andy Pieters
8. Nele Billen
9. Johan Bleyen
10. Greta Gerrits
11. Eric Vos
12. Sunila Vangerven
13. Jean-Paul Reekmans
14. Linda Lambrechts
15. Sarah Degens
16. Armin Box

### Opvolgers
1. Patrick Panis
2. Liesbet Deben
3. Bob De Wispelaere
4. Jos Zwerts
5. Didier Verbelen
6. Gunther Leenen
7. Kim Hajek
8. Maren Leben
9. Peter Tielens
10. Sylvie Abicht
11. Inge Appeltans
12. Nancy Hauwelaert
13. Luc Schepens
14. Andrea Hendriks
15. Anne-Lise Vandevenne
16. Tom Renckens

## Oost-Vlaanderen

### Effectieven
1. Boudewijn Bouckaert
2. Patricia De Waele
3. Ann Van Den Driessche
4. Rudy Corijn
5. Geert François
6. Jacqueline Wollaert-De Volder
7. Jacques Van Overschelde
8. Geert De Backer
9. Micheline De Cock
10. Kristof Jouret
11. Bruno Cheyns
12. Patrick Delen
13. Inge Vanmoerbeke
14. Nico Harboort
15. Sally Van Den Bergh
16. Luc Couvent
17. Broni Serras
18. Erik Berth
19. Peter Vermeir
20. Debby Barbion
21. Martine Van Gulck
22. Els De Groote
23. Suada Mulahasanovic
24. Elfriede Van Sande
25. Jos Cogen
26. Jan Croo
27. Isabelle De Clercq

### Opvolgers
1. Rudi De Kerpel
2. Ann Van Den Driessche
3. Chris Dobbelaere
4. Kim Milants
5. Erik De Blander
6. Marc Eggermont
7. Kris De Maere
8. Kim Ruyssinck
9. Marie-Jeanne Verbeerst
10. Patrick Deboever
11. Ludwina Reyniers
12. Werner Niemegeers
13. Luc Boxstaele
14. Verena Van Laethem
15. Katty Carion
16. Martine De Maght

## Vlaams-Brabant

### Effectieven
1. Peter Reekmans
2. Anne De Baetzelier
3. Stef Goris
4. Natalie Theys
5. Lode Leemans
6. Stefaan Minner
7. Kathy Wyns
8. Krystyna Van Eyndhoven
9. Ivan Merckx
10. Geert Van Gaver
11. Tom Aerts
12. Jacques Stroobants
13. Sigrid Van Obbergen
14. Leen Flamand
15. Suzy Goovaerts
16. Sonja Frans
17. Elisabeth Van Son
18. Gerarda Van De Vondel
19. David Van Hecke
20. Willy Teirlinck

### Opvolgers
1. Jurgen Vandenbranden
2. Natalie Theys
3. Tom Coen
4. Pascal Knaepen
5. Nathalie Albert
6. Ingrid Van Hoof
7. Martin Lubula
8. Ingrid Huygens
9. Mark Binon
10. Véronique De Loof
11. Dirk Scheerlinck
12. Jo Harings
13. Francisca Smets
14. Daisy Vander Elst
15. Jo Vanderstraeten
16. Hilde Vernaeve-Thienpont

## West-Vlaanderen

### Effectieven
1. Jean-Marie Dedecker
2. Ulla Werbrouck
3. Marc Vanden Bussche
4. Wouter Vermeersch
5. Gino De Craemer
6. Michèle Wouters
7. Marc Wackenier
8. Ronny Aernoudt
9. Lut Wille
10. Chris Vandenberghe-Mahieu
11. Wesley Schouteere
12. Elfriede Patteeuw
13. Rik Decoopman
14. Ann Del' Haye-Bonte
15. Nathalie Nuyttens
16. Mark Pollentier
17. Dorine Demeulemeester
18. Jean Pauwelyn
19. Carine Deschryvere
20. Edith Van Gael
21. Rosalie Verlinde
22. Oscar Deprez

### Opvolgers
1. Ivan Sabbe
2. Marijke Allaert-Vande Velde
3. Henk Dierendonck
4. Berlinde Schiffeleers
5. Werner Claeys
6. Gianni Boone
7. Jacqueline Vanspranghe-Deschryvere
8. Nathalie Leeping
9. Phillippe Braekman
10. Reinhilde Vandorpe
11. Bernard Chambart
12. Marianne Cnockaert
13. Nathalie De Vos
14. Filip Decroix
15. Mimi Depecker
16. Eddy Schelstraete